# Canet-de-Salars
Canet-de-Salars település Franciaországban, Aveyron megyében. Lakosainak száma 450 fő (2022. január 1.). Canet-de-Salars Arvieu, Pont-de-Salars, Prades-Salars, Salles-Curan és Trémouilles községekkel határos.

## Népesség
A település népessége az elmúlt években az alábbi módon változott:
| Lakosok száma | 510  | 440  | 440  | 396  | 420  | 431  | 431  | 442  | 447  | 450  |
|               | 1968 | 1982 | 1990 | 2006 | 2013 | 2015 | 2017 | 2019 | 2020 | 2022 |